# كريس كيلي
كريس كيلي (بالإنجليزية: Chris Kelly)‏ (و. 1980  م) هو لاعب هوكي الجليد، من كندا، ولد في تورونتو، مركز لعبه هو مهاجم ‏.

## جوائز
حصل على جوائز منها:
- كأس ستانلي.

## روابط خارجية
- كريس كيلي على موقع دوري الهوكي الوطني (الإنجليزية)
- كريس كيلي على موقع قاعة مشاهير الهوكي (لاعب أن.إتش.أل) (الإنجليزية)
- كريس كيلي على موقع EliteProspects.com (الإنجليزية)
- كريس كيلي على موقع Eurohockey.com (الإنجليزية)
- كريس كيلي على موقع HockeyDB.com (الإنجليزية)
- كريس كيلي على موقع Hockey-Reference.com (الإنجليزية)
- كريس كيلي على موقع أوليمبيديا (الإنجليزية)
- كريس كيلي على موقع اللجنة الأولمبية الكندية (الإنجليزية)